# El Viso (Madrid)
El Viso es un barrio del distrito de Chamartín, situado en la zona noreste de la ciudad de Madrid. Toma su nombre de la colonia histórica realizada en el periodo 1933-1936 por el arquitecto e ingeniero de montes Rafael Bergamín Gutiérrez (generación del 25) con la colaboración de Luis Felipe Vivanco. La colonia constituye un ejemplo del racionalismo madrileño (al igual que en su momento algunos edificios de las Facultades de la Ciudad Universitaria). Se compone de casas unifamiliares de dos pisos, muchas de las cuales fueron habitadas por intelectuales de la época.
En la actualidad el barrio comprende, junto a El Viso, las antiguas colonias Parque Residencia e Iturbe IV. 
Representa un rectángulo casi perfecto limitado por el Paseo de la Castellana, la Avenida de Concha Espina, la Calle del Príncipe de Vergara y la Calle de María de Molina.
La renta per cápita de El Viso en 2017 era de 113 000 €, convirtiéndolo en el barrio más rico de España y por tanto el más pudiente de la capital, superando al distrito de Salamanca. El Viso también ha sido uno de los barrios en los que el precio del metro cuadrado de vivienda se vio menos afectado por la crisis inmobiliaria de 2008.

## Historia
Años antes a la construcción de la colonia El Viso, el arquitecto e ingeniero de montes Rafael Bergamín Gutiérrez proyectó la Casa del Marqués de Villora. En 1933, ya en plena Segunda República y al amparo de la «Ley de Casas Económicas» de 1925, Rafael Bergamín se encarga de construir el conjunto en unos terrenos propiedad del promotor Gregorio Iturbe próximos a los denominados «Altos del Hipódromo», haciendo referencia al hipódromo de la Castellana. La idea inicial era diseñar un complejo residencial de hoteles y viviendas bajas con la denominación «Cooperativa de casas económicas El Viso», inspirado en las obras del arquitecto Adolf Loos. Cuando se construyeron las casas, la colonia se encontraba alejada del centro de Madrid y ocupaba una de las cotas más elevadas de la ciudad, lo que le valió su nombre.
Actualmente, acoge como residentes a Rafael Moneo, la banquera Ana Botín, la familia de empresarios Villar Mir, el constructor y presidente del Real Madrid Florentino Pérez, el hijo del expresidente del gobierno José María Aznar, el empresario Rafael del Pino y muchos otros miembros anónimos del mundo aristocrático y empresarial.

## Transporte

### Cercanías Madrid
Colindante con el Viso, está situada la estación de Nuevos Ministerios (C-2, C-3, C-4, C-7, C-8 y C-10), una de las más importantes de la ciudad.

### Metro de Madrid
El Viso está bien servido por metro. Las líneas 4, 6, 7, 8, 9 y 10 dan servicio a las siguientes estaciones en el barrio:
- Avenida de América (L4, L6, L7 y L9) (Colindante)
- Nuevos Ministerios (L6, L8 y L10) (Colindante)
- Gregorio Marañón (L7 y L10)
- República Argentina (L6)
- Concha Espina (L9)
- Cruz del Rayo (L9)
- Santiago Bernabéu (L10)

### Autobuses
Las siguientes líneas dan servicio a El Viso:
| Línea | Terminales                                 |
| ----- | ------------------------------------------ |
| 7     | Alonso Martínez – Manoteras                |
| 9     | Sevilla – Hortaleza                        |
| 12    | Cristo Rey – Pº Marqués de Zafra           |
| 14    | Conde de Casal – Avda. Pío XII             |
| 16    | Moncloa – Pío XII                          |
| 19    | Plaza de Cataluña – Legazpi                |
| 27    | Embajadores – Plaza de Castilla            |
| 29    | Felipe II – Manoteras                      |
| 40    | Tribunal – Alfonso XIII                    |
| 43    | Felipe II – Estrecho                       |
| 51    | Sol / Sevilla – Plaza de Perú              |
| 52    | Sevilla – Santamarca                       |
| 73    | Diego de León – Feria de Madrid            |
| 114   | Avenida de América – Barrio del Aeropuerto |
| 115   | Avenida de América – Barajas               |
| 120   | Plaza de Lima – Hortaleza                  |
| 122   | Avenida de América – Feria de Madrid       |
| 126   | Nuevos Ministerios – Barrio del Pilar      |
| 147   | Callao – Barrio del Pilar                  |
| 150   | Sol / Sevilla – Virgen del Cortijo         |
| 200   | Avenida de América – Aeropuerto            |
| C1    | Circular 1                                 |
| C2    | Circular 2                                 |
| N1    | Cibeles – Sanchinarro                      |
| N2    | Cibeles – Valdebebas                       |
| N4    | Cibeles – Barajas                          |
| N22   | Cibeles – Barrio de La Paz                 |
| N24   | Cibeles – Las Tablas                       |
| NC1   | Circular 1                                 |
| NC2   | Circular 2                                 |